# Ippodromo San Paolo
Ippodromo San Paolo är en travbana i Montegiorgio i provinsen Fermo i Italien, öppnad 1989.

## Om banan
Ippodromo San Paolo ligger 5 kilometer från  Montegiorgio, och har en total yta på 220 000 kvadratmeter, varav 65 000 är tillgängliga för publik. På insidan av huvudbanan ligger en damm på 12 000 kvadratmeter med kontinuerligt vattenbyte.
Huvudbanan är 806,4 meter lång och har en maximal bredd på ca 21 meter. Banans dosering är 5% på raksträckorna, och i kurvorna är den maximala doseringen 12%. För träning finns två parallella rakbanor i anslutning till huvudbanan, som är 750 meter långa, och 18 respektive 9 meter breda. Träningsbanorna skiljs åt av en strimma med grönska. På insidan av huvudbanan finns även en ovalformad träningsbana med en längd på cirka 700 meter och en bredd på 11 meter.
Anläggningens stallbacke har 300 boxplatser för hästar, samt en veterinärsklinik i anslutning till stallbacken. Publikområdet rymmer 13 000 åskådare och har 2 000 sittplatser. Tävlingsbanan är utrustad med belysning för travlopp som körs kvällstid.

## Större lopp
Banans största lopp är Grupp 1-loppet Gran Premio Palio Dei Comuni, som körs över 1 600 meter, varje år i november. Loppet är öppet för 3-åriga och äldre varmblodiga travhästar. Bland hästar som har segrat i loppet kan Cokstile, Opal Viking, Torvald Palema och Moni Maker nämnas.
På banan körs även Gran Premio Basilio Mattii (4-åriga och äldre), Gran Premio Marche (3-åriga) och Gran Premio San Paolo (4-åriga).